# Orophora triangularis
Orophora triangularis är en fjärilsart som beskrevs av Das 1959. Orophora triangularis ingår i släktet Orophora och familjen säckspinnare. Inga underarter finns listade i Catalogue of Life.